# Bordläggning (sammanträdesteknik)
Bordläggning är en term inom sammanträdesteknik som innebär att en beslutande församling ger sig själv mer betänketid, genom att inte behandla ett ärende under det pågående sammanträdet. Ärendet skjuts alltså upp, och utan att tillföra ärendet något mer beslutsunderlag, till ett senare tillfälle då församlingen träffas på nytt.
Bordläggning ska inte förväxlas med remiss eller återremiss, där församlingen begär ytterligare beredning och mer beslutsunderlag av en annan instans.
Bordläggning ska inte heller förväxlas med ajournering, där sammanträdet tar ett kortare eller längre uppehåll.

## Minoritetsbordläggning
För kommunfullmäktige i Sverige finns också enligt kommunallagen möjlighet till så kallad minoritetsbordläggning, som syftar till att stärka en minoritets rätt att få mer betänketid i ett ärende. Minoriteten måste vara fler än en tredjedel, men färre än hälften, av de beslutande ledamöterna. Det går inte att åberopa minoritetsbordläggning mer än en gång per ärende. Om ett ärende ska bordläggas mer än en gång krävs enkel majoritet.
Minoritetsbordläggning ska inte förväxlas med minoritetsåterremiss.